# Quebrada Zaragoza
La quebrada Zaragoza es un afluente del río marañón que fluye íntegramente en territorio peruano departamento de loreto con una longitud de 6 km. Su origen nominal nace desde la altura del km 5.500 de la carretera Nauta-Iquitos y su caudal pasa por el centro de la ciudad de Nauta hasta desembocar en el río marañón.

## Historia
A mediados del siglo XVIII varios caciques de Yameos, los atrajo y se establecieron en unas tierras altas entre 2 quebraditas. Aunque no hay una versión oficial sobre el origen del nombre Zaragoza, se cree que los españoles que llegaron a Nauta durante la época colonial le dieron ese nombre; La hipótesis se basa en que Zaragoza es una ciudad en el noreste de España.

## Atractivos turísticos
La estrecha relación de la quebrada Zaragoza con la ciudad de Nauta la convierte en un destino turístico popular para aquellos que visitan la región de Loreto en busca de aventura y belleza natural entre los que se destacan:
- El balneario Zaragoza.
- El balneario La playa del amor.
- Canotaje.
- Circuito turístico, recorrido a través de una vía paralelo al río principalmente para relajarse y observar la vida que alberga el lugar.[3]